# Etapa departamental del Cusco 2024
La Etapa Departamental del Cusco 2024 fue un torneo de fútbol que formó parte de la Copa Perú 2024 y contó con la presencia de los equipos que resultaron campeón y subcampeón de las etapas provinciales del departamento del Cusco. Al finalizar el torneo, los representantes del Departamento del Cusco fueron definidos tras una serie de reclamos que finalmente indicaron que Cusco 1 sería Juventud Progreso y Cusco 2 sería Juventud Alfa FC de Calca.    

## Formato
En reunión de la Liga Departamental de Futbol del Cusco realizado a fines de julio de 2024, se determinó que el campeonato se desarrollara en 2 grupos de 12 equipos cada uno (GRUPO A y GRUPO B).  
El grupo A estará conformado por los subgrupos A1 - A2 - A3. 
El grupo B estará conformado por los subgrupos B4 -B5 - B6. 
El campeón y el subcampeón de Acomayo pasarán directamente a los cuartos de final. 
En años anteriores no participaron los representantes de la provincia de Acomayo. 
Las etapas definidas serán:
Fase de grupos: 6 fechas
Cuartos de final: 2 fechas
SEMIFINAL: 2 Fechas
FINAL: 1 Fecha
El campeón y subcampeón de esta etapa serán los 2 representantes del departamento del Cusco en la Etapa Nacional.
El campeón obtendrá el ascenso a la Liga 3 2025.

## Controversia
La Etapa Departamental del Cusco 2024 fue una competencia marcada por numerosos reclamos y decisiones administrativas que afectaron el desarrollo del torneo, incluyendo la clasificación de equipos sin jugar los partidos correspondientes. El torneo, que usualmente determina los equipos que representarán al departamento del Cusco en la Etapa Nacional, enfrentó múltiples contratiempos relacionados con la inscripción de los clubes en los Registros Públicos, lo que llevó a decisiones controversiales por parte de la Federación Departamental de Fútbol del Cusco y la Federación Peruana de Fútbol (FPF).

### Reclamos y resoluciones
21 de agosto: El club Líder Ollanta presentó un reclamo contra Kiara Romina después de perder por 2-1, alegando que ni la liga distrital de Megantoni ni la liga provincial de La Convención estaban debidamente registradas en los Registros Públicos.
22 de agosto: Juventud Progreso perdió 4-1 frente a Municipal de Megantoni, pero presentó un reclamo que fue aceptado, y como resultado, se declaró ganador por 3-0 sobre Municipal de Megantoni.
30 de agosto: La Federación Departamental de Fútbol Cusco declaró infundado el reclamo de Líder Ollanta interpuesto ante Kiara Romina.
3 de septiembre: Líder Ollanta presentó un recurso de apelación ante la FPF. Desde entonces, comenzaron a surgir constantes reclamos relacionados con la inscripción de los clubes en los Registros Públicos, afectando el desarrollo del torneo.

### Fase de cuartos de final
Solo se llevaron a cabo los partidos entre Atlético Juventud Inclán (AJI) de Calca y Agropecuario de Velille. Otros equipos quedaron eliminados debido a faltas administrativas en sus ligas:
Deportivo Juventus Quiquijana fue eliminado por faltas administrativas de su liga, permitiendo que Juventud Progreso avanzara a cuartos de final.
CD Racing de Ccayocca también fue eliminado por una falta administrativa, lo que permitió a Juventud Progreso avanzar a semifinales.
Todos los equipos del grupo B4 fueron eliminados por faltas administrativas, permitiendo a Nuevo Amanecer de Pfuyani clasificar a las semifinales.
CD Defensor Sangarará fue eliminado, permitiendo que Juventud Alfa FC clasificara a semifinales.

### Semifinales
En la semifinal, Juventud Progreso perdió por W.O. en el primer partido frente a AJI de Calca, y en el partido de vuelta inició con solo 7 jugadores. Tras una lesión de uno de sus jugadores, el equipo quedó con 6, lo que provocó la suspensión del encuentro.

### Final no disputada
Aunque inicialmente se pensaba que la final sería entre Juventud Alfa FC y Atlético Juventud Inclán (AJI), ambos de Calca, nuevos reclamos contra los dos equipos impidieron la realización del partido programado para el 29 de septiembre.

### Resolución final
El 11 de septiembre, la comisión de justicia de la FPF determinó que los equipos que representarían al departamento del Cusco en la Etapa Nacional serían Juventud Progreso de Cusco y Juventud Alfa FC de Calca.

### Juventud Progreso
En la fase de grupos, Juventud Progreso ganó 3 partidos, empató 1 y perdió 2, quedando en segundo lugar, pero clasificó a la siguiente fase por un reclamo contra Deportivo Juventus Quiquijana, que había terminado primero.
En los cuartos de final, Juventud Progreso avanzó sin jugar, clasificando por un reclamo contra CD Racing de Ccayocca.
En la semifinal, Juventud Progreso fue eliminado tras perder por W.O. en el primer partido contra Atlético Juventud Inclán (AJI) y por la suspensión del segundo encuentro. Sin embargo, por reclamo, logró acceder a la siguiente fase.
La final no llegó a disputarse, quedando Juventud Progreso clasificado como Cusco 1.
Este proceso, marcado por decisiones administrativas y la falta de cumplimiento de las normativas por parte de varias ligas, afectó el desarrollo natural del torneo, determinando que los representantes del Cusco fueran definidos principalmente por reclamos y resoluciones de las instancias deportivas.

## Equipos participantes
| Provincia     | Campeón                        | Grupo | Subcampeón                | Grupo |
| ------------- | ------------------------------ | ----- | ------------------------- | ----- |
| Calca         | Atlético Juventud Inclan (AJI) | A1    | Juventud Alfa FC          | B6    |
| Paruro        | Olímpicos de Maska             | A1    | CD Huracán Tihuicty       | B6    |
| Chumbivilcas  | Agropecuario de Velille        | A2    | Nuevo Amanecer de Pfuyani | B5    |
| Anta          | CD Cultural Circa Kcacya       | A2    | CD Defensor Sondorf       | B4    |
| Canas         | CD Defensor K'ana              | A3    | Once Estrellas de Hanocca | B4    |
| Quispicanchis | Dep. Juventus Quiquijana       | A3    | Star Power                | B5    |
| Acomayo       | CD Racing de Ccayocca          |       | CD Defensor Sangarará     |       |
| Urubamba      | AD Líder Ollanta               | B4    | Dep. Virgen María de la O | A2    |
| La Convención | CD Kiara Romina                | B4    | Municipal de Megantoni    | A3    |
| Cusco         | CD Jesuscelence                | B5    | Juventud Progreso         | A3    |
| Canchis       | Atlético Quisini               | B5    | CD Amigos de Garci        | A1    |
| Espinar       | Real Municipal de Coporaque    | B6    | Juventus Estrellas Chila  | A1    |
| Paucartambo   | Unión Cóndor Quiñer            | B6    | Dep. FC Juventud Patria   | A2    |

## Estadios
| Provincia     | Estadio                                 | Ubicación    |
| ------------- | --------------------------------------- | ------------ |
| Acomayo       | Estadio Municipal                       | Acomayo      |
| Anta          | Alberto Díaz                            | Izcuchaca    |
| Anta          | Municipal Cirka Kajlla                  | Ancahuasi    |
| Calca         | Thomas E. Payne                         | Calca        |
| Calca         | Estadio Municipal (Padre J. M. Ampuero) | San Salvador |
| Calca         | Estadio Municipal                       | Coya         |
| Calca         | Bernardo Tambohuacso                    | Pisac        |
| Canas         | Olímpico de Kana                        | Yanaoca      |
| Canas         | Estadio Municipal                       | Checca       |
| Canchis       | Tupac Amaru                             | Sicuani      |
| Chumbivilcas  | Juan Velazco Alvarado                   | Colquemarca  |
| Chumbivilcas  | Estadio Patacsillo                      | Velille      |
| Chumbivilcas  | Condepampa                              | Santo Tomas  |
| Cusco         | José Santos Tamayo "El hueco"           | Wánchaq      |
| Cusco         | Cajonahuallya                           | San Jerónimo |
| Cusco         | Olímpico del IPD                        | Wánchaq      |
| Cusco         | Complejo Ccoripata                      | Santiago     |
| Cusco         | Inca Garcilaso de la Vega               | Wanchaq      |
| Espinar       | Estadio Municipal                       | Espinar      |
| La Convención | Estadio Municipal                       | Quillabamba  |
| Paruro        | Leoncio Paz Cholo                       | Huanoquite   |
| Paucartambo   | Estadio Municipal                       | Paucartambo  |
| Paucartambo   | Estadio Municipal                       | Huancarani   |
| Quispicanchis | Estadio Municipal                       | Urcos        |
| Quispicanchis | Estadio Municipal                       | Quiquijana   |
| Quispicanchis | Estadio Municipal                       | Oropesa      |
| Urubamba      | Hortencia Lorena                        | Urubamba     |
| Urubamba      | Estadio Municipal                       | Chinchero    |

## Primera etapa - Fase de grupos

### Grupo A - Subgrupo 1
| Fecha | Día      | Hora  | Equipo 1                       |    | Equipo 2                       |   | Estadio              | Obs   |
| ----- | -------- | ----- | ------------------------------ | -- | ------------------------------ | - | -------------------- | ----- |
| 1     | 04/08/24 | 14:30 | CD Amigos de Garci             | 0  | Atlético Juventud Inclan (AJI) | 3 | Tupac Amarú          |       |
| 1     | 04/08/24 | 15:00 | Juventus Estrellas Chila       | 5  | Olímpicos de Maska             | 0 | Municipal de Espinar |       |
| 2     | 11/08/24 | 15:00 | Atlético Juventud Inclan (AJI) | 10 | Olímpicos de Maska             | 0 | Thomas E. Payne      |       |
| 2     | 11/08/24 | 14:30 | CD Amigos de Garci             | 1  | Juventus Estrellas Chila       | 0 | Tupac Amarú          |       |
| 3     | 14/08/24 | 15:00 | Juventus Estrellas Chila       | 3  | Atlético Juventud Inclan (AJI) | 1 | Municipal de Espinar |       |
| 3     | 14/08/24 | 14:00 | Olímpicos de Maska             | 1  | CD Amigos de Garci             | 2 | Leoncio Paz Cholo    |       |
| 4     | 17/08/24 | 15:00 | Atlético Juventud Inclan (AJI) | 2  | CD Amigos de Garci             | 1 | Thomas E. Payne      | .     |
| 4     | 18/08/24 | 14:00 | Olímpicos de Maska             | 2  | Juventus Estrellas Chila       | 4 | Leoncio Paz Cholo    |       |
| 5     | 21/08/24 | 15:00 | Olímpicos de Maska             | 0  | Atlético Juventud Inclan (AJI) | 2 | Leoncio Paz Cholo    |       |
| 5     | 21/08/24 | 15:00 | Juventus Estrellas Chila       | 1  | CD Amigos de Garci             | 1 | Municipal de Espinar |       |
| 6     | 25/08/24 | 15:00 | Atlético Juventud Inclan (AJI) | 2  | Juventus Estrellas Chila       | 2 | Thomas E. Payne      |       |
| 6     | 24/08/24 | 15:00 | CD Amigos de Garci             | 4  | Olímpicos de Maska             | 1 | Tupac Amarú          | [ 7 ] |

#### Tabla de posiciones SUBGRUPO A - 1
| Pos. | Equipo                         | Pts. | PJ | PG | PE | PP | GF | GC | Dif. |
| ---- | ------------------------------ | ---- | -- | -- | -- | -- | -- | -- | ---- |
| 1.º  | Atlético Juventud Inclan (AJI) | 13   | 6  | 4  | 1  | 1  | 20 | 6  | 14   |
| 2.º  | Juventus Estrellas Chila       | 11   | 6  | 3  | 2  | 1  | 15 | 7  | 8    |
| 3.º  | CD Amigos de Garci             | 10   | 6  | 3  | 1  | 2  | 9  | 8  | 1    |
| 4.º  | Olímpicos de Maska             | 0    | 6  | 0  | 0  | 6  | 4  | 27 | −23  |

|  | Clasifica a cuartos de final. |

### Grupo A - Subgrupo 2
| Fecha | Día      | Hora  | Equipo 1                  |   | Equipo 2                  |   | Estadio                  | Obs     |
| ----- | -------- | ----- | ------------------------- | - | ------------------------- | - | ------------------------ | ------- |
| 1     | 04/08/24 | 14:30 | Dep. FC Juventud Patria   | 1 | Agropecuario de Velille   | 3 | Municipal de Kcosñipata  |         |
| 1     | 04/08/24 | 15:00 | Dep. Virgen María de la O | 1 | CD Cultural Circa Kcacya  | 1 | Municipal de Yucay       |         |
| 2     | 11/08/24 | 14:00 | Agropecuario de Velille   | 2 | CD Cultural Circa Kcacya  | 1 | Patacsillo de Velille    |         |
| 2     | 11/08/24 | 13:30 | Dep. FC Juventud Patria   | 0 | Dep. Virgen María de la O | 3 | Municipal de Kcosñipata  | Rec (1) |
| 3     | 14/08/24 | 15:00 | Dep. Virgen María de la O | 1 | Agropecuario de Velille   | 1 | Marquesado de Yucay      |         |
| 3     | 14/08/24 | 15:00 | CD Cultural Circa Kcacya  | 1 | Dep. FC Juventud Patria   | 2 | Municipal de C. Kcacya   |         |
| 4     | 18/08/24 | 14:30 | Agropecuario de Velille   | 5 | Dep. FC Juventud Patria   | 0 | Estadio Patacsillo       |         |
| 4     | 18/08/24 | 15:00 | CD Cultural Circa Kcacya  | 0 | Dep. Virgen María de la O | 1 | Municipal de C. Kcacya   |         |
| 5     | 22/08/24 | 15:00 | CD Cultural Circa Kcacya  | 1 | Agropecuario de Velille   | 0 | Municipal de C. Kcacya   |         |
| 5     | 21/08/24 | 15:00 | Dep. Virgen María de la O | 3 | Dep. FC Juventud Patria   | 1 | Marquesado de Yucay      |         |
| 6     | 25/08/24 | 14:00 | Agropecuario de Velille   | 3 | Dep. Virgen María de la O | 1 | Municipal de Santo Tomas |         |
| 6     | 24/08/24 | 14:30 | Dep. FC Juventud Patria   | 2 | CD Cultural Circa Kcacya  | 0 | Municipal de Pillcopata  |         |

Rec (1): El partido del 11 de agosto terminó 2 a 2, por reclamo se declara ganador a Virgen María de la O por 3 a 0 sobre Dep. FC Juventud Patria. 

#### Tabla de posiciones SUBGRUPO A - 2
| Pos. | Equipo                    | Pts. | PJ | PG | PE | PP | GF | GC | Dif. |
| ---- | ------------------------- | ---- | -- | -- | -- | -- | -- | -- | ---- |
| 1.º  | Agropecuario de Velille   | 13   | 6  | 4  | 1  | 1  | 14 | 5  | 9    |
| 2.º  | Dep. Virgen María de la O | 11   | 6  | 3  | 2  | 1  | 10 | 6  | 4    |
| 3.º  | Dep. FC Juventud Patria   | 6    | 6  | 2  | 0  | 4  | 6  | 15 | −9   |
| 4.º  | CD Cultural Circa Kcacya  | 4    | 6  | 1  | 1  | 4  | 4  | 8  | −4   |

|  | Clasifica a cuartos de final. |

### Grupo A - Subgrupo 3
| Fecha | Día      | Hora  | Equipo 1                 |   | Equipo 2                 |   | Estadio                     | Obs    |
| ----- | -------- | ----- | ------------------------ | - | ------------------------ | - | --------------------------- | ------ |
| 1     | 03/08/24 | 11:00 | Juventud Progreso        | 3 | Dep. Juventus Quiquijana | 0 | J. S. Tamayo - El Hueco     |        |
| 1     | 04/08/24 | 13:30 | Municipal de Megantoni   | 1 | CD Defensor K'ana        | 0 | Provincial de La Convención |        |
| 2     | 11/08/24 | 14:30 | Dep. Juventus Quiquijana | 1 | CD Defensor K'ana        | 0 | Municipal de Quiquijana     |        |
| 2     | 10/08/24 | 12:00 | Juventud Progreso        | 1 | Municipal de Megantoni   | 1 | J. S. Tamayo - El Hueco     |        |
| 3     | 15/08/24 | 15:00 | Municipal de Megantoni   | 2 | Dep. Juventus Quiquijana | 0 | Provincial de La Convención |        |
| 3     | 14/08/24 | 15:00 | CD Defensor K'ana        | 0 | Juventud Progreso        | 3 | Municipal de Checca         |        |
| 4     | 18/08/24 | 15:00 | Dep. Juventus Quiquijana | 1 | Juventud Progreso        | 0 | Municipal de Quiquijana     |        |
| 4     | 18/08/24 | 12:00 | CD Defensor K'ana        | 1 | Municipal de Megantoni   | 1 | Municipal de Checca         |        |
| 5     | 21/08/24 | 15:00 | CD Defensor K'ana        | 0 | Dep. Juventus Quiquijana | 1 | Municipal de Checca         |        |
| 5     | 22/08/24 | 13:30 | Municipal de Megantoni   | 0 | Juventud Progreso        | 3 | Provincial de La Convención | Rec(2) |
| 6     | 24/08/24 | 15:00 | Dep. Juventus Quiquijana | 2 | Municipal de Megantoni   | 1 | Municipal de Quiquijana     |        |
| 6     | 24/08/24 | 12:00 | Juventud Progreso        | 1 | CD Defensor K'ana        | 3 | J. S. Tamayo - El Hueco     |        |

Rec (2): El partido del 22 de agosto terminó 4 a 1 a favor del Municipal de Megantoni, por reclamo se declara ganador a Juventud Progreso por 3 a 0 sobre Municipal de Megantoni.

#### Tabla de posiciones SUBGRUPO A - 3
| Pos. | Equipo                   | Pts. | PJ | PG | PE | PP | GF | GC | Dif. |
| ---- | ------------------------ | ---- | -- | -- | -- | -- | -- | -- | ---- |
| 1.º  | Dep. Juventus Quiquijana | 12   | 6  | 4  | 0  | 2  | 5  | 6  | −1   |
| 2.º  | Juventud Progreso        | 10   | 6  | 3  | 1  | 2  | 11 | 5  | 6    |
| 3.º  | Municipal de Megantoni   | 8    | 6  | 2  | 2  | 2  | 6  | 7  | −1   |
| 4.º  | CD Defensor K'ana        | 4    | 6  | 1  | 1  | 4  | 4  | 8  | −4   |

|  | Clasifica a cuartos de final. Dep. Juventus Quiquijana queda desclasificado por temas administrativos |

### Grupo B - Subgrupo 4
| Fecha | Día      | Hora  | Equipo 1                  |    | Equipo 2                  |   | Estadio                     | Obs    |
| ----- | -------- | ----- | ------------------------- | -- | ------------------------- | - | --------------------------- | ------ |
| 1     | 04/08/24 | 14:00 | CD Defensor Sondorf       | 1  | AD Líder Ollanta          | 3 | Municipal de Limatambo      |        |
| 1     | 04/08/24 | 14:00 | Once Estrellas de Hanocca | 0  | CD Kiara Romina           | 1 | Municipal de Layo           |        |
| 2     | 11/08/24 | 14:30 | CD Defensor Sondorf       | 2  | Once Estrellas de Hanocca | 1 | Municipal de Mollepata      |        |
| 2     | 11/08/24 | 15:00 | AD Líder Ollanta          | 0  | CD Kiara Romina           | 0 | Municipal de Chinchero      |        |
| 3     | 15/08/24 | 15:00 | Once Estrellas de Hanocca | 1  | AD Líder Ollanta          | 3 | Municipal de Layo           |        |
| 3     | 14/08/24 | 14:30 | CD Kiara Romina           | 6  | CD Defensor Sondorf       | 1 | Provincial de La Convención |        |
| 4     | 18/08/24 | 15:00 | AD Líder Ollanta          | 0  | CD Defensor Sondorf       | 1 | Comunidad de Sillqui        |        |
| 4     | 18/08/24 | 14:30 | CD Kiara Romina           | 10 | Once Estrellas de Hanocca | 1 | Provincial de La Convención |        |
| 5     | 22/08/24 | 14:00 | Once Estrellas de Hanocca | 2  | CD Defensor Sondorf       | 4 | Municipal de Layo           |        |
| 5     | 21/08/24 | 14:00 | CD Kiara Romina           | 2  | AD Líder Ollanta          | 1 | Provincial de La Convención | Rec(3) |
| 6     | 25/08/24 | 15:00 | AD Líder Ollanta          | 7  | Once Estrellas de Hanocca | 1 | Hortencia Lorena            |        |
| 6     | 25/08/24 | 14:30 | CD Defensor Sondorf       | 1  | CD Kiara Romina           | 0 | Municipal de Limatambo      |        |

Rec (3): AD Líder Ollanta presente un reclamo contra CD Kiara Romina por el partido desarrollado el 21 de agosto, sin embargo la comisión de justicia lo declaró infundado manteniéndose el resultado original. 

#### Tabla de posiciones SUBGRUPO B - 4
| Pos. | Equipo                    | Pts. | PJ | PG | PE | PP | GF | GC | Dif. |
| ---- | ------------------------- | ---- | -- | -- | -- | -- | -- | -- | ---- |
| 1.º  | CD Kiara Romina           | 13   | 6  | 4  | 1  | 1  | 19 | 4  | 15   |
| 2.º  | CD Defensor Sondorf       | 12   | 6  | 4  | 0  | 2  | 10 | 12 | −2   |
| 3.º  | AD Líder Ollanta          | 10   | 6  | 3  | 1  | 2  | 14 | 6  | 8    |
| 4.º  | Once Estrellas de Hanocca | 0    | 6  | 0  | 0  | 6  | 6  | 27 | −21  |

|  | Clasifica a cuartos de final. |

### Grupo B - Subgrupo 5
| Fecha | Día      | Hora  | Equipo 1                  |   | Equipo 2                  |   | Estadio                  | Obs |
| ----- | -------- | ----- | ------------------------- | - | ------------------------- | - | ------------------------ | --- |
| 1     | 04/08/24 | 15:00 | Star Power                | 2 | Atlético Quisini          | 2 | Municipal de Oropesa     | .   |
| 1     | 04/08/24 | 11:00 | Nuevo Amanecer de Pfuyani | 2 | CD Jesuscelence           | 1 | Municipal de Colquemarca |     |
| 2     | 11/08/24 | 15:00 | Star Power                | 0 | Nuevo Amanecer de Pfuyani | 1 | Municipal de Oropesa     | .   |
| 2     | 10/08/24 | 14:30 | Atlético Quisini          | 1 | CD Jesuscelence           | 2 | Tupac Amaru              |     |
| 3     | 14/08/24 | 12:00 | Nuevo Amanecer de Pfuyani | 0 | Atlético Quisini          | 0 | Municipal de Colquemarca |     |
| 3     | 14/08/24 | 11:00 | CD Jesuscelence           | 0 | Star Power                | 0 | Cajonahuallya            | .   |
| 4     | 18/08/24 | 15:00 | Atlético Quisini          | 2 | Star Power                | 0 | Tupac Amaru              |     |
| 4     | 17/08/24 | 11:00 | CD Jesuscelence           | 3 | Nuevo Amanecer de Pfuyani | 1 | Cajonahuallya            | .   |
| 5     | 21/08/24 | 14:00 | Nuevo Amanecer de Pfuyani | 5 | Star Power                | 0 | Municipal de Colquemarca |     |
| 5     | 21/08/24 | 11:00 | CD Jesuscelence           | 3 | Atlético Quisini          | 1 | Cajonahuallya            |     |
| 6     | 25/08/24 | 15:00 | Atlético Quisini          | 0 | Nuevo Amanecer de Pfuyani | 1 | Tupac Amaru              |     |
| 6     | 25/08/24 | 15:00 | Star Power                | 1 | CD Jesuscelence           | 3 | Municipal de Oropesa     |     |

#### Tabla de posiciones SUBGRUPO B - 5
| Pos. | Equipo                    | Pts. | PJ | PG | PE | PP | GF | GC | Dif. |
| ---- | ------------------------- | ---- | -- | -- | -- | -- | -- | -- | ---- |
| 1.º  | CD Jesuscelence           | 13   | 6  | 4  | 1  | 1  | 12 | 6  | 6    |
| 2.º  | Nuevo Amanecer de Pfuyani | 13   | 6  | 4  | 1  | 1  | 10 | 4  | 6    |
| 3.º  | Atlético Quisini          | 5    | 6  | 1  | 2  | 3  | 6  | 8  | −2   |
| 4.º  | Star Power                | 2    | 6  | 0  | 2  | 4  | 3  | 13 | −10  |

|  | Clasifica a cuartos de final al haber ganado el partido de desempate por penales: Nuevo Amanecer de Pfuyani 0(4) - CD Jesuscelence 0(2) |

Desempates en la Copa Perú
Según el artículo 18 de las Bases Específicas del Campeonato Copa Perú, en caso de empate en puntos entre equipos, se deberá disputar un partido de desempate dentro de las siguientes 72 horas, sin considerar la diferencia de goles.
En una reunión celebrada el 26 de agosto, se decidió que estos partidos de desempate se llevarán a cabo en el Estadio Túpac Amaru de Sicuani, y se jugarán a puertas cerradas. 

#### Grupo B - Subgrupo 5 - Partido de desempate
| Fecha | Día      | Hora  | Equipo 1                  |      | Equipo 2        |      | Estadio                | Obs |
| ----- | -------- | ----- | ------------------------- | ---- | --------------- | ---- | ---------------------- | --- |
| Extra | 28/08/24 | 12:00 | Nuevo Amanecer de Pfuyani | 0(4) | CD Jesuscelence | 0(2) | Tupac Amaru de Sicuani | .   |

### Grupo B - Subgrupo 6
| Fecha | Día      | Hora  | Equipo 1                    |   | Equipo 2                    |   | Estadio                 | Obs |
| ----- | -------- | ----- | --------------------------- | - | --------------------------- | - | ----------------------- | --- |
| 1     | 04/08/24 | 15:00 | Juventud Alfa FC            | 0 | Real Municipal de Coporaque | 0 | B. Tambohuacso          |     |
| 1     | 04/08/24 | 13:00 | CD Huracán Tihuicty         | 0 | Unión Cóndor Quiñer         | 1 | Municipal de Huanoquite |     |
| 2     | 11/08/24 | 15:00 | Real Municipal de Coporaque | 5 | Unión Cóndor Quiñer         | 0 | Municipal de Espinar    |     |
| 2     | 11/08/24 | 15:00 | Juventud Alfa FC            | 3 | CD Huracán Tihuicty         | 1 | B. Tambohuacso          |     |
| 3     | 15/08/24 | 14:00 | CD Huracán Tihuicty         | 0 | Real Municipal de Coporaque | 3 | Leoncio Paz Cholo       |     |
| 3     | 14/08/24 | 13:00 | Unión Cóndor Quiñer         | 2 | Juventud Alfa FC            | 1 | Municipal de Huancarani |     |
| 4     | 18/08/24 | 15:00 | Real Municipal de Coporaque | 0 | Juventud Alfa FC            | 1 | Municipal de Espinar    |     |
| 4     | 18/08/24 | 13:30 | Unión Cóndor Quiñer         | 4 | CD Huracán Tihuicty         | 0 | Municipal de Huancarani |     |
| 5     | 22/08/24 | 13:00 | Unión Cóndor Quiñer         | 0 | Real Municipal de Coporaque | 1 | Municipal de Huancarani |     |
| 5     | 22/08/24 | 15:00 | CD Huracán Tihuicty         | 1 | Juventud Alfa FC            | 3 | Leoncio Paz Cholo       |     |
| 6     | 25/08/24 | 15:00 | Real Municipal de Coporaque | 1 | CD Huracán Tihuicty         | 0 | Municipal de Espinar    |     |
| 6     | 25/08/24 | 15:00 | Juventud Alfa FC            | 5 | Unión Cóndor Quiñer         | 1 | B. Tambohuacso          |     |

#### Tabla de posiciones SUBGRUPO B - 6
| Pos. | Equipo                      | Pts. | PJ | PG | PE | PP | GF | GC | Dif. |
| ---- | --------------------------- | ---- | -- | -- | -- | -- | -- | -- | ---- |
| 1.º  | Real Municipal de Coporaque | 13   | 6  | 4  | 1  | 1  | 10 | 1  | 9    |
| 2.º  | Juventud Alfa FC            | 13   | 6  | 4  | 1  | 1  | 13 | 5  | 8    |
| 3.º  | Unión Cóndor Quiñer         | 9    | 6  | 3  | 0  | 3  | 8  | 12 | −4   |
| 4.º  | CD Huracán Tihuicty         | 0    | 6  | 0  | 0  | 6  | 2  | 15 | −13  |

|  | Clasifica a cuartos de final al haber ganado el partido de desempate por penales |

#### Grupo B - Subgrupo 6 - Partido de desempate
| Fecha | Día      | Hora  | Equipo 1         |      | Equipo 2                    |      | Estadio                | Obs |
| ----- | -------- | ----- | ---------------- | ---- | --------------------------- | ---- | ---------------------- | --- |
| Extra | 28/08/24 | 15:00 | Juventud Alfa FC | 1(6) | Real Municipal de Coporaque | 1(5) | Tupac Amaru de Sicuani | .   |

### Tabla de Posiciones General
| Pos. | Equipo                         | Pts. | PJ | PG | PE | PP | GF | GC | Dif. |
| ---- | ------------------------------ | ---- | -- | -- | -- | -- | -- | -- | ---- |
| 1.º  | CD Kiara Romina                | 13   | 6  | 4  | 1  | 1  | 19 | 4  | 15   |
| 2.º  | Atlético Juventud Inclan (AJI) | 13   | 6  | 4  | 1  | 1  | 20 | 6  | 14   |
| 3.º  | Agropecuario de Velille        | 13   | 6  | 4  | 1  | 1  | 14 | 5  | 9    |
| 4.º  | Real Municipal de Coporaque    | 13   | 6  | 4  | 1  | 1  | 10 | 1  | 9    |
| 5.º  | Juventud Alfa FC               | 13   | 6  | 4  | 1  | 1  | 13 | 5  | 8    |
| 6.º  | CD Jesuscelence                | 13   | 6  | 4  | 1  | 1  | 12 | 6  | 6    |
| 7.º  | Nuevo Amanecer de Pfuyani      | 13   | 6  | 4  | 1  | 1  | 10 | 4  | 6    |
| 8.º  | Dep. Juventus Quiquijana       | 12   | 6  | 4  | 0  | 2  | 5  | 6  | −1   |
| 9.º  | CD Defensor Sondorf            | 12   | 6  | 4  | 0  | 2  | 10 | 12 | −2   |
| 10.º | Juventus Estrellas Chila       | 11   | 6  | 3  | 2  | 1  | 15 | 7  | 8    |
| 11.º | Dep. Virgen María de la O      | 11   | 6  | 3  | 2  | 1  | 10 | 6  | 4    |
| 12.º | AD Líder Ollanta               | 10   | 6  | 3  | 1  | 2  | 14 | 6  | 8    |
| 13.º | Juventud Progreso              | 10   | 6  | 3  | 1  | 2  | 11 | 5  | 6    |
| 14.º | CD Amigos de Garci             | 10   | 6  | 3  | 1  | 2  | 9  | 8  | 1    |
| 15.º | Unión Cóndor Quiñer            | 9    | 6  | 3  | 0  | 3  | 8  | 12 | −4   |
| 16.º | Municipal de Megantoni         | 8    | 6  | 2  | 2  | 2  | 6  | 7  | −1   |
| 17.º | Dep. FC Juventud Patria        | 6    | 6  | 2  | 0  | 4  | 6  | 15 | −9   |
| 18.º | Atlético Quisini               | 5    | 6  | 1  | 2  | 3  | 6  | 8  | −2   |
| 19.º | CD Cultural Circa Kcacya       | 4    | 6  | 1  | 1  | 4  | 4  | 8  | −4   |
| 20.º | CD Defensor K'ana              | 4    | 6  | 1  | 1  | 4  | 4  | 8  | −4   |
| 21.º | Star Power                     | 2    | 6  | 0  | 2  | 4  | 3  | 13 | −10  |
| 22.º | CD Huracán Tihuicty            | 0    | 6  | 0  | 0  | 6  | 2  | 15 | −13  |
| 23.º | Once Estrellas de Hanocca      | 0    | 6  | 0  | 0  | 6  | 6  | 27 | −21  |
| 24.º | Olímpicos de Maska             | 0    | 6  | 0  | 0  | 6  | 4  | 27 | −23  |

|  | Clasifican a la Etapa Nacional de la Copa Perú 2024 |

### Desempeño por Provincia
| Pos. | Equipo        | Pts. | PJ | PG | PE | PP | GF | GC | Dif. |
| ---- | ------------- | ---- | -- | -- | -- | -- | -- | -- | ---- |
| 1.º  | Calca         | 26   | 12 | 8  | 2  | 2  | 33 | 11 | 22   |
| 2.º  | Chumbivilcas  | 26   | 12 | 8  | 2  | 2  | 24 | 9  | 15   |
| 3.º  | Espinar       | 24   | 12 | 7  | 3  | 2  | 25 | 8  | 17   |
| 4.º  | Cusco         | 23   | 12 | 7  | 2  | 3  | 23 | 11 | 12   |
| 5.º  | La Convención | 21   | 12 | 6  | 3  | 3  | 25 | 11 | 14   |
| 6.º  | Urubamba      | 21   | 12 | 6  | 3  | 3  | 24 | 12 | 12   |
| 7.º  | Anta          | 16   | 12 | 5  | 1  | 6  | 14 | 20 | −6   |
| 8.º  | Canchis       | 15   | 12 | 4  | 3  | 5  | 15 | 16 | −1   |
| 9.º  | Paucartambo   | 15   | 12 | 5  | 0  | 7  | 14 | 27 | −13  |
| 10.º | Quispicanchis | 14   | 12 | 4  | 2  | 6  | 8  | 19 | −11  |
| 11.º | Canas         | 4    | 12 | 1  | 1  | 10 | 10 | 35 | −25  |
| 12.º | Paruro        | 0    | 12 | 0  | 0  | 12 | 6  | 42 | −36  |

## Segunda etapa - cuartos de final
Partidos de Ida
| Fecha      | Hora  | Equipo 1                |   | Equipo 2                       |   | Estadio               | Obs. |
| ---------- | ----- | ----------------------- | - | ------------------------------ | - | --------------------- | ---- |
| 01/09/2024 | 14:00 | Agropecuario de Velille | 1 | Atlético Juventud Inclan (AJI) | 2 | Condepampa - S. Tomas |      |
|            |       | Descalificado           |   | Juventud Progreso              |   |                       |      |
|            |       | Sin clasificados        |   | Nuevo Amanecer de Pfuyani      |   |                       |      |
|            |       | Descalificado           |   | Juventud Alfa FC               |   |                       |      |

Partidos de Vuelta
| Fecha      | Hora  | Equipo 1                       |   | Equipo 2                |   | Estadio         | Obs. |
| ---------- | ----- | ------------------------------ | - | ----------------------- | - | --------------- | ---- |
| 08/09/2024 | 15:00 | Atlético Juventud Inclan (AJI) | 6 | Agropecuario de Velille | 1 | Thomas E. Payne |      |
|            |       | Juventud Progreso              |   | Descalificado           |   |                 |      |
|            |       | Nuevo Amanecer de Pfuyani      |   | Sin clasificados        |   |                 |      |
|            |       | Juventud Alfa FC               |   | Descalificado           |   |                 |      |

Observaciones:
Dep. Juventus Quiquijana queda eliminado por falta administrativa de su liga. Juventud Progreso clasifica a cuartos de final.
CD Racing de Ccayocca queda eliminado por falta administrativa de su liga. Juventud Progreso clasifica a Semifinal.
Los cuatro equipos del grupo B4 quedan eliminado por falta administrativa de sus ligas. Nuevo Amanecer de Pfuyani clasifica a Semifinal.
CD Defensor Sangarará queda eliminado por falta administrativa de su liga. Juventud Alfa FC clasifica a Semifinal.

## Tercera etapa - Semifinal
Partidos de Ida
| Fecha    | Hora  | Equipo 1                       |   | Equipo 2          |   | Estadio               | Obs. |
| -------- | ----- | ------------------------------ | - | ----------------- | - | --------------------- | ---- |
| 19/09/24 | 15:00 | Atlético Juventud Inclan (AJI) | 3 | Juventud Progreso | 0 | Thomas E. Payne       | WO   |
| 19/09/24 | 14:00 | Nuevo Amanecer de Pfuyani      | 0 | Juventud Alfa FC  | 1 | Condepampa - S. Tomas |      |

Partidos de Vuelta
| Fecha    | Hora  | Equipo 1          |   | Equipo 2                       |   | Estadio         | Obs. |
| -------- | ----- | ----------------- | - | ------------------------------ | - | --------------- | ---- |
| 22/09/24 | 14:00 | Juventud Progreso | 0 | Atlético Juventud Inclan (AJI) | 3 | Cajonahuaylla   | Obs  |
| 22/09/24 | 14:00 | Juventud Alfa FC  | 1 | Nuevo Amanecer de Pfuyani      | 0 | Thomas E. Payne |      |

Juventud Progreso inició el partido con 7 jugadores. Tras unos minutos de juego, uno de ellos se lesionó, dejando al equipo con solo 6 jugadores, lo que provocó la suspensión del encuentro.

## Cuarta etapa - Final
| Fecha    | Hora  | Equipo 1                       |  | Equipo 2         |  | Estadio         | Obs.       |
| -------- | ----- | ------------------------------ |  | ---------------- |  | --------------- | ---------- |
| 29/09/24 | 14:30 | Atlético Juventud Inclan (AJI) |  | Juventud Alfa FC |  | Thomas E. Payne | Suspendido |

El partido fue suspendido por reclamo de Juventud Progreso hasta que exista una respuesta a la apelación del club Atlético Juventud Inclán (AJI).
Nuevo Amanecer de Pfuyani presentó un reclamo en contra de Juventud Alfa FC, se espera respuesta de la comisión de justicia.
El 11 de septiembre, la comisión de justicia de la FPF determinó que los equipos que representarían al departamento del Cusco en la Etapa Nacional serían Juventud Progreso de Cusco y Juventud Alfa FC de Calca.